# Kabinet-Kaja Kallas III
Het kabinet-Kaja Kallas III was van 17 april 2023 tot 23 juli 2024 de regering van de Republiek Estland. Het kabinet werd gevormd door de politieke partijen ER, E200 en SDE na de parlementsverkiezingen van 2023 met partijleider Kaja Kallas van de ER voor een derde termijn als premier.
Premier Kallas trad in juli 2024 af in verband met haar benoeming tot Hoge Vertegenwoordiger van de Europese Unie voor Buitenlandse Zaken en Veiligheidsbeleid. Minister van Milieu en Klimaat Kristen Michal werd benoemd tot haar opvolger en maakte een doorstart met dezelfde partijen en grotendeels dezelfde ministers.

## Samenstelling
| Ambtsbekleder | Ambtsbekleder        | Ambtsbekleder          | Functie(s)                                       | Ambtstermijn    | Ambtstermijn  | Partij(en) |
| ------------- | -------------------- | ---------------------- | ------------------------------------------------ | --------------- | ------------- | ---------- |
|               | Kaja Kallas          | Kaja Kallas (1977)     | Premier                                          | 26 januari 2021 | 23 juli 2024  | ER         |
|               | Lauri Läänemets      | Lauri Läänemets (1983) | Minister van Binnenlandse Zaken                  | 14 juli 2022    | heden         | SDE        |
|               | Margus Tsahkna       | Margus Tsahkna (1977)  | Minister van Buitenlandse Zaken                  | 17 april 2023   | heden         | E200       |
|               | Mart Võrklaev        | Mart Võrklaev (1984)   | Minister van Financiën                           | 17 april 2023   | 23 juli 2024  | ER         |
|               | Kalle Laanet         | Kalle Laanet (1965)    | Minister van Justitie                            | 17 april 2023   | 1 april 2024  | ER         |
|               | Madis Timpson (1974) | 1 april 2024           | Minister van Justitie                            | 23 juli 2024    | ER            |            |
|               | Tiit Riisalo         | Tiit Riisalo (1967)    | Minister van Economische Zaken en Infrastructuur | 17 april 2023   | 23 juli 2024  | E200       |
|               | Hanno Pevkur         | Hanno Pevkur (1977)    | Minister van Defensie                            | 14 juli 2022    | heden         | ER         |
|               | Riina Sikkut         | Riina Sikkut (1983)    | Minister van Volksgezondheid en Arbeid           | 17 april 2023   | heden         | SDE        |
|               | Signe Riisalo        | Signe Riisalo (1968)   | Minister van Sociale Zaken                       | 26 januari 2021 | heden         | ER         |
|               | Kristina Kallas      | Kristina Kallas (1976) | Minister van Onderwijs en Wetenschap             | 17 april 2023   | heden         | E200       |
|               | Madis Kallas         | Madis Kallas (1975)    | Minister van Landbouw                            | 17 april 2023   | 16 april 2024 | SDE        |
| Piret Hartman | Piret Hartman (1981) | 29 april 2024          | Minister van Landbouw                            | heden           | SDE           |            |
|               | Kristen Michal       | Kristen Michal (1975)  | Minister van Milieu en Klimaat                   | 17 april 2023   | 23 juli 2024  | ER         |
|               | Heidy Purga          | Heidy Purga (1975)     | Minister van Cultuur                             | 17 april 2023   | heden         | ER         |